# 馮敬妃
敬妃 馮氏（けいひ ふうし、？ - 1644年以降）は、明の泰昌帝の側室。

## 経歴
出身と生年について記録がない。
万暦48年（1620年）7月、万暦帝の崩御により泰昌帝が即位するが、翌月に崩じた。代わって天啓帝が即位し、馮氏らはことごとく追放された。馮氏は1人の男子を産んだが、夭逝したという。この時には名前も位号も与えられておらず、墓もなかった。
崇禎7年（1634年）、崇禎帝から召し出されて、光廟敬妃（泰昌帝の廟号の光宗による）の号を授けられた。弟の馮進賢は従三品錦衣衛指揮同知の位を授けられた。また崇禎14年（1641年）、馮氏の子は名前（朱由橏）と慧昭王の号を追贈された。
崇禎17年（1644年）3月、李自成軍が皇宮に進入すると、実家へ逃れて避難した。清代には、清朝政府から手当を受けて扶養された。

## 子女
- 朱由橏（慧昭王）

## 伝記資料
- 『清世祖実録』
- 『崇禎長編』